# 日本フィルハーモニー交響楽団
公益財団法人日本フィルハーモニー交響楽団（にほんフィルハーモニーこうきょうがくだん、英: The Japan Philharmonic Orchestra）は、日本のプロオーケストラ。略称は、日本フィルまたは日フィル。日本オーケストラ連盟正会員。

## 概要
1956年創立。1985年からは自主運営の財団法人となり、「市民とともに歩むオーケストラ」、「人・音楽・自然」をテーマとして、東京都を中心に年間約160回の公演を行っている。2006年に創立50周年を迎えた。
2012年6月には、債務超過状態で財政的に厳しく「日フィル争議」以来の危機的状況となっていた。存続に必要な税の優遇措置を受けるためには2013年11月30日までに公益財団法人へ移行する必要があったが、そのためには債務超過を解消し基礎財産300万円の積み立てが必要となったため、財政再建に必要な寄付を募った。2013年4月に公益団法人への移行を果たし、同年7月には寄付金の増加によって累積債務の解消と基礎財産の積み立てが完了したことが報告された。

## 指揮者・コンサートマスター
- 創立指揮者： 渡邉暁雄
- 首席指揮者：カーチュン・ウォン
- 桂冠名誉指揮者： 小林研一郎
- 桂冠指揮者兼芸術顧問：アレクサンドル・ラザレフ
- フレンド・オブ・JPO（芸術顧問）：広上淳一
- 客員首席指揮者： ネーメ・ヤルヴィ
- 名誉指揮者 ：ジェームズ・ロッホラン、ルカーチ・エルヴィン
- ソロ・コンサートマスター：扇谷泰朋、木野雅之、田野倉雅秋
- アシスタント・コンサートマスター： 千葉清加

## 歴代常任指揮者
- 渡邉暁雄
常任指揮者、音楽監督、創立指揮者として密接に関わっている。
- 小澤征爾
芸術顧問兼首席指揮者として活動時に財団解散に遭遇し、阻止のため昭和天皇への直訴などを行った。財団解散後、財界支援により団員の3分の1を率いて新日本フィルハーモニー交響楽団を創設し分離独立する。
- 小林研一郎
首席指揮者、常任指揮者、首席客演指揮者、音楽監督として密接な関わりを持ち、渡邉暁雄亡き後の精神的な支柱で、2010年4月から桂冠指揮者である。
- アレクサンドル・ラザレフ
2008年9月より首席指揮者であり、就任1期目の3年間は年2回のペースで東京定期演奏会に出演してプロコフィエフの全交響曲を演奏した。2011年9月から2016年8月までの5年間任期延長された。2期目は東京定期演奏会で「ラザレフが刻むロシアの魂」と題したロシアの作曲家を特集するプログラムを組んでおり、Season Iラフマニノフ(2011年 - 2013年)、Season II スクリャービン(2013年 - 2014年)、Season IIIショスタコーヴィチ(2014年 - 2016年)を取り上げた。2016年9月から桂冠指揮者兼芸術顧問となり、引き続き東京定期演奏会で「ラザレフが刻むロシアの魂」シリーズを継続する。2016年秋からはSeason IVグラズノフを取り上げた。
- ピエタリ・インキネン
2016年9月から2023年8月まで首席指揮者を務めた。日本フィルとは2008年4月の横浜定期演奏会への初登場以来良好な関係を築き、2010年からのマーラー連続上演、2013年春のシベリウス交響曲全曲演奏、同年9月東京定期での『ワルキューレ』第1幕上演など、意欲的なプログラムで成功を重ねてきた。就任初年度の2016年-17年シーズンでは、就任披露演奏会でオペラ抜粋、2017年5月東京定期では『ラインの黄金』を取り上げるなど、ワーグナー作品を引き続き取り上げるほか、2017年春には、ブラームス・チクルスとして、3公演に渡って交響曲全曲が演奏された。
- カーチュン・ウォン
2021年3月、日本フィルを初めて指揮し、2021年8月、同楽団の首席客演指揮者に、2023年9月、首席指揮者に就任した。得意とするマーラーの交響曲（2021年に同楽団とのマーラー：交響曲第5番のライブCDをリリース）のほか、日本人作曲家による楽曲の演奏にも力を入れており、これまでに、伊福部昭、芥川也寸志、武満徹、小山清茂、外山雄三、坂本龍一などの作品を取り上げている。

## 沿革
- 1956年6月22日、文化放送の専属オーケストラとして創立され、楽団創設の中心となった渡邉暁雄が初代常任指揮者に就任する。
- 1957年4月4日、第1回定期演奏会を日比谷公会堂にて開催し、シベリウス交響曲第2番ほかを演奏する。
- 1958年、ジャン・フルネ指揮によってドビュッシーの「ペレアスとメリザンド」を、日本フィルシリーズ第1作の矢代秋雄「交響曲」を初演する。
- 1959年、フジテレビジョンとも専属契約を結ぶ。
- 1961年、定期演奏会の会場を東京文化会館（1989年まで同会場で開催）へ移行する。
- 1962年、渡邉暁雄の指揮により日本コロムビアにシベリウス交響曲全集を録音して世界初のステレオ録音全集として高評価を得る。シャルル・ミュンシュの客演によりベートーヴェンの交響曲第9番を演奏する。
- 1963年、3月29日にシューマン『交響曲第2番ハ長調』を、4月12日にバルトーク『中国の不思議な役人』（演奏会形式）を、東京文化会館に於いてモーリス・ル・ルー指揮により日本初演する。
- 1964年、アメリカ及びカナダで初の海外公演を行なう。以降、ヨーロッパ（4回）、オランダ、エストニア（2002年、日本のオーケストラとして初）、ハワイ（2004年）と計8回海外で公演する。
- 1965年、レオポルド・ストコフスキーを招き、日本武道館における初のクラシック音楽の演奏会を行う。
- 1966年、『子どものための交響詩 ジャングル大帝』、日本コロムビアLP（ステレオ）、作曲：冨田勲、指揮：石丸寛、演奏：日本フィルハーモニー交響楽団、日本合唱協会が第21回芸術祭の音楽部門奨励賞を受賞した。
- 1972年3月、フジテレビと文化放送が楽団に対して放送契約の打ち切りを通告する。6月30日、財団法人の解散にともない新日本フィルハーモニー交響楽団と分裂し、楽団員の3分の2が残留し、3分の1が新日本フィルへ移動して「日フィル争議」が始まる。
- 1973年、支援団体として日本フィルハーモニー協会が発足する。5月8日、第1回横浜定期演奏会を県立音楽堂にて開催する。11月から12月にかけてチェコのヴァーツラフ・スメターチェクが客演する。12月、「第9」公演で日本フィルハーモニー協会合唱団が設立される。
- 1975年1月、第1回九州公演を行なう。4月、横浜定期演奏会会場を神奈川県民ホール（1998年まで同会場にて開催）へ移行する。8月、第1回夏休み親子コンサートを公演する。
- 1976年、第1回北海道公演を行なう。
- 1981年、創立25周年を迎える。ジャン・シベリウスの交響曲全集を再録音する。日活映画「炎の第五楽章」が封切され、日本フィルハーモニー協会よりコントラファゴットが贈呈される。以降、同協会による大型楽器贈呈運動によりハープ、5弦コントラバスなどが贈呈される。
- 1984年、楽団に対してフジテレビと文化放送が2億3千万円の解決金を支払い、日フィル労組が財団解散を承認して「日フィル争議」を和解する。一連の運動に大きく功績した渡邉暁雄に創立指揮者の称号を贈呈する。
- 1985年1月、自主運営による財団法人として再出発し、秋期に分裂後初の海外公演をヨーロッパで行なう。
- 1989年5月、現在のシンボルマークを導入して「人、音楽、自然」を楽団のテーマにする。9月、東京定期演奏会会場をサントリーホールへ移行して木曜金曜2日連続公演を実施する。同会場での定期演奏会実施は在京オーケストラ初である。
- 1990年6月22日、創立指揮者・音楽監督であった渡邉暁雄が死去し、10月に首席指揮者・小林研一郎が常任指揮者となる。
- 1991年、1月に東京芸術劇場で第1回サンデー・コンサートを、7月に府中の森芸術劇場で第1回どりーむコンサートを開催する。
- 1995年10月22日、89年11月3日にオウム真理教に殺害され、9月に6年ぶりに遺体が発見された坂本堤一家の横浜市港北区の横浜アリーナで行われた日本弁護士連合会と横浜弁護士会による合同葬では、バイオリスト・松本克己が夫妻の友人であったことから、坂本が生前愛聴したクラシック音楽を披露した。
- 1996年、文化庁「アーツプラン21」（芸術創造特別支援事業）初の対象団体として選定される。11月、ヴァレリー・ゲルギエフが東京定期演奏会に客演し、リヒャルト・シュトラウスの楽劇『サロメ』を上演、マリインスキー劇場を代表する歌手たちにより公演する。12月、事務局を杉並区に移転して友好関係を深める。
- 1998年、譚盾のオペラ『マルコ・ポーロ』を作曲家自身が指揮する演奏会形式により世界初演する。9月、横浜定期演奏会会場を横浜みなとみらいホールへ移行する。
- 1999年、東京定期演奏会の登場指揮者によるトークイベント「マエストロ・サロン」を開催する。8月、「ピティナ・ピアノ・コンペティション」に「日本フィル賞」を制定して受賞者にはサンデー・コンサートでの共演の機会が与えられる。
- 2000年、9月に第1回大宮定期演奏会（現在のさいたま定期演奏会）を大宮ソニックシティで開催し、インターネットチケット予約システム「かえるくん」を導入する。
- 2000年、2002年、ミュージック・ペンクラブ賞日本人アーティスト最優秀コンサート・パフォーマンス賞を受賞する。
- 2001年6月、創立45周年記念事業として、ネーメ・ヤルヴィ指揮によりシベリウス交響曲全曲演奏会を行なう。
- 2004年2月、小林研一郎が音楽監督に2007年3月までの任期で就任する。
- 2006年3月、1975年の初登場から30年に渡り定期的に日本フィルと共演したルカーチ・エルヴィンに名誉指揮者の称号を贈呈する。
- 2006年6月、杉並公会堂がリニューアルオープンし、新しい本拠地として演奏会の開催や練習に利用する。9月2日、創立50周年記念演奏会をサントリーホールで行なう。
- 2006年11月、1980年以来26年に渡り定期的に日本フィルと共演したジェームズ・ロッホランに名誉指揮者の称号を贈呈する。
- 2007年3月、サントリーホール改修工事のため、7月までの5回10公演の間、東京定期演奏会会場を東京オペラシティコンサートホール・タケミツメモリアルへ移動する。
- 2007年9月より東京定期演奏会の会場をサントリーホールに戻し、年間会員券を9月スタートの「秋・春」、開催日程を金・土2日連続公演に変更する。
- 2008年9月より3年間アレクサンドル・ラザレフを首席指揮者に招聘し、2016年8月まで任期延長される。
- 2009年9月よりピエタリ・インキネンを首席客演指揮者に迎える。
- 2010年2月、九州公演35周年を迎える。
- 2010年4月、小林研一郎が桂冠指揮者に就任する。
- 2011年3月、アレクサンドル・ラザレフ指揮によりプロコフィエフ他で、第39回香港芸術祭へ参加する。なお、演奏旅行に先立つ東京定期演奏会は東日本大震災当日と翌12日に開催された。
- 2013年4月1日から、現在の「公益財団法人日本フィルハーモニー交響楽団」に改称した。
- 2016年9月、ピエタリ・インキネンが首席指揮者に就任する（2023年8月まで）。
- 2023年9月、カーチュン・ウォンが首席指揮者に就任する。

## 演奏会

### 主な主催公演
- 東京定期演奏会
  - サントリーホール、年間10プログラム、演奏会回数20回。
- 横浜定期演奏会
  - 横浜みなとみらいホール、年間10プログラム、演奏会回数10回。
- 名曲コンサート
  - サントリーホール、演奏会回数1回。（2017年はサントリーホールの改修工事により回数が少ない）
- サンデーコンサート（サンデーコンサートスペシャル）
  - 東京芸術劇場、演奏会回数3回。
- コバケン・ワールド
  - サントリーホール、演奏会回数3回。
- ベートーヴェン第九特別演奏会
  - サントリーホール・横浜みなとみらいホール他、演奏会回数6回
- ニューイヤーコンサート
  - 演奏会回数1回

### 共催公演他
- 日本フィル杉並公会堂シリーズ
  - 杉並公会堂、演奏会回数6回。
- さいたま定期演奏会
  - 大宮ソニックシティ、演奏会回数3回。
- どりーむコンサート
  - 府中の森芸術劇場、演奏会回数3回。
- 相模原定期演奏会
  - 相模女子大学グリーンホール、演奏会回数1回。

## 日本フィル・シリーズ
「日本フィル・シリーズ」は日本フィル創立期の1958年より始められた日本人作品の委嘱シリーズで、演奏会初演を前提とした日本音楽史上稀な委嘱制度である。代表的な日本の大家から新人まで作曲家が広く選定され、作品傾向も古典から前衛まで多岐にわたる。
第1作の矢代秋雄『交響曲』以来、現在まで40作（第8作は欠番）ある。
| 通算   | 作曲家     | 作品名                                   | 初演年月日                           | 初演会場         | 指揮者     | ソリスト                                                       |
| ------ | ---------- | ---------------------------------------- | ------------------------------------ | ---------------- | ---------- | -------------------------------------------------------------- |
| 第1作  | 矢代秋雄   | 交響曲                                   | 1958年6月9日(第9回定期演奏会)        | 日比谷公会堂     | 渡邉暁雄   |                                                                |
| 第2作  | 間宮芳生   | ヴァイオリン協奏曲                       | 1959年6月24日(第16回定期演奏会)      | 日比谷公会堂     | 渡邉暁雄   | 松田洋子(Vn)                                                   |
| 第3作  | 入野義朗   | 交響曲                                   | 1959年12月8日(第20回定期演奏会)      | 日比谷公会堂     | 渡邉暁雄   |                                                                |
| 第4作  | 三善晃     | 交響三章                                 | 1960年10月14日(第26回定期演奏会)     | 日比谷公会堂     | 渡邉暁雄   |                                                                |
| 第5作  | 柴田南雄   | シンフォニア                             | 1960年12月12日(第28回定期演奏会)     | 日比谷公会堂     | 渡邉暁雄   |                                                                |
| 第6作  | 武満徹     | 樹の曲                                   | 1961年5月22日(第33回定期演奏会)      | 日比谷公会堂     | 渡邉暁雄   |                                                                |
| 第7作  | 別宮貞雄   | 交響曲第1番                              | 1962年1月18日(第39回定期演奏会)      | 東京文化会館     | 渡邉暁雄   |                                                                |
| 第8作  | 欠番       |                                          |                                      |                  |            |                                                                |
| 第9作  | 黛敏郎     | 弦楽のためのエッセー                     | 1963年1月30日(第57回定期演奏会)      | 東京文化会館     | 渡邉暁雄   |                                                                |
| 第10作 | 山本直純   | 和楽器とオーケストラのためのカプリチオ   | 1963年6月27日(第67回定期演奏会)      | 東京文化会館     | 渡邉暁雄   |                                                                |
| 第11作 | 清瀬保二   | 日本の素描                               | 1964年1月28日(第77回定期演奏会)      | 東京文化会館     | 渡邉暁雄   |                                                                |
| 第12作 | 高田三郎   | 宮沢賢治詩による「無声慟哭」             | 1964年3月27日(第81回定期演奏会)      | 東京文化会館     | 渡邉暁雄   | 三觜晶子(Sp)、栗林義信(Br)、横森久(ナレーター)、東京混声合唱団 |
| 第13作 | 安部幸明   | シンフォニエッタ                         | 1965年1月14日(第92回定期演奏会)      | 東京文化会館     | 渡邉暁雄   |                                                                |
| 第14作 | 松村禎三   | 交響曲（第1番）                          | 1965年6月15日(第102回定期演奏会)     | 東京文化会館     | 渡邉暁雄   |                                                                |
| 第15作 | 諸井誠     | カインの幻影                             | 1966年1月28日(第113回定期演奏会)     | 東京文化会館     | 渡邉暁雄   |                                                                |
| 第16作 | 間宮芳生   | 二重合奏協奏曲                           | 1966年6月14日(第122回定期演奏会)     | 東京文化会館     | 渡邉暁雄   |                                                                |
| 第17作 | 野田暉行   | 交響曲                                   | 1966年12月8日(第130回定期演奏会)     | 東京文化会館     | 渡邉暁雄   |                                                                |
| 第18作 | 芥川也寸志 | オスティナート・シンフォニカ             | 1967年5月25日(第141回定期演奏会)     | 東京文化会館     | 渡邉暁雄   |                                                                |
| 第19作 | 戸田邦雄   | 六つの楽器と管弦楽のための合奏協奏曲     | 1968年1月25日(第153回定期演奏会)     | 東京文化会館     | 渡邉暁雄   |                                                                |
| 第20作 | 小倉朗     | 交響曲                                   | 1968年6月13日(第162回定期演奏会)     | 東京文化会館     | 渡邉暁雄   |                                                                |
| 第21作 | 高橋悠治   | 「オルフィカ」                           | 1969年5月28日(第181回定期演奏会)     | 東京文化会館     | 小澤征爾   |                                                                |
| 第22作 | 篠原眞     | オーケストラのための「ヴィジョンII」     | 1970年6月11日(第202回定期演奏会)     | 東京文化会館     | 小澤征爾   |                                                                |
| 第23作 | 石井眞木   | 遭遇II番―雅楽とオーケストラのための      | 1971年6月23日(第223回定期演奏会)     | 日比谷公会堂     | 小澤征爾   |                                                                |
| 第24作 | 林光       | ウィンズ                                 | 1974年6月25日(第263回定期演奏会)     | 東京文化会館     | 渡邉暁雄   |                                                                |
| 第25作 | 広瀬量平   | 管弦楽のための「クリマ」                 | 1976年11月15日(第286回定期演奏会)    | 東京文化会館     | 渡邉暁雄   |                                                                |
| 第26作 | 外山雄三   | 「花をささげる」                         | 1977年1月22日(第288回定期演奏会)     | 東京文化会館     | 外山雄三   | 成田絵智子(Ms)                                                 |
| 第27作 | 小山清茂   | 管弦楽のための鄙歌第2番                  | 1978年6月8日(第303回定期演奏会)      | 東京文化会館     | 渡邉暁雄   |                                                                |
| 第28作 | 池辺晋一郎 | トライアス―シンフォニーII                | 1979年7月4日(第314回定期演奏会)      | 東京文化会館     | 渡邉暁雄   |                                                                |
| 第29作 | 吉田進     | 「縄文」                                 | 1982年4月9日(第47回定期演奏会)       | 神奈川県民ホール | 渡邉暁雄   |                                                                |
| 第30作 | 松村禎三   | チェロ協奏曲                             | 1984年2月27日(第360回定期演奏会)     | 東京文化会館     | 渡邉暁雄   | 安田謙一郎(Vc)                                                 |
| 第31作 | 吉松隆     | 鳥たちの時代                             | 1986年5月24日(第382回定期演奏会)     | 東京文化会館     | 井上道義   |                                                                |
| 第32作 | 細川俊夫   | フルート協奏曲「ペル・ソナーレ」         | 1988年5月26日(第401回定期演奏会)     | 東京文化会館     | 大友直人   | ピエール＝イヴ・アルトー(Fl)                                   |
| 第33作 | 牧野謙     | PHASES                                   | 1989年12月14,15日(第416回定期演奏会) | サントリーホール | 小林研一郎 |                                                                |
| 第34作 | 吉松隆     | トロンボーン協奏曲「オリオン・マシーン」 | 1993年4月15,16日(第449回定期演奏会)  | サントリーホール | 外山雄三   | 箱山芳樹(Tb)                                                   |
| 第35作 | 三善晃     | 管弦楽のための「霧の果実」               | 1997年1月16,17日(第487回定期演奏会)  | サントリーホール | 広上淳一   |                                                                |
| 第36作 | 湯浅譲二   | 内触覚的宇宙V－オーケストラのための      | 2002年1月17,18日(第537回定期演奏会)  | サントリーホール | 尾高忠明   |                                                                |
| 第37作 | 西村朗     | 交響曲第3番「内なる光」                  | 2003年7月10,11日(第552回定期演奏会)  | サントリーホール | 沼尻竜典   |                                                                |
| 第38作 | 猿谷紀郎   | 「潦の雫」                               | 2004年10月21,22日(第564回定期演奏会) | サントリーホール | 下野竜也   |                                                                |
| 第39作 | 北爪道夫   | 「様々な距離」                           | 2005年6月2,3日(第570回定期演奏会)    | サントリーホール | 沼尻竜典   |                                                                |
| 第40作 | 野平一郎   | オーケストラのための「トリプティーク」   | 2006年7月13,14日(第582回定期演奏会)  | サントリーホール | 沼尻竜典   |                                                                |
| 第41作 | 尾高惇忠   | ピアノ協奏曲                             | 2016年3月4,5日(第678回定期演奏会)    | サントリーホール | 広上淳一   | 野田清隆(Pf)                                                   |

- 第30作は創立25周年記念委嘱作品、第35作は創立40周年記念委嘱作品、第36作は創立45周年記念委嘱作品である。
- 第8作は林光に作曲を委嘱し、完成したものの作曲者自身によって全面的な改作のために初演が撤回された。[4]

## 社会貢献活動
「市民とともに歩むオーケストラ」のスローガンに、精力的に展開された自主的な演奏活動から、北海道から九州に至る日本各地での公演活動が定着し、地域音楽振興として1994年に杉並区と友好提携を結び、「市民のためのアウトリーチ活動」など交流プログラムを実施している。1975年以来、毎年２月に九州公演を行っている（2021年のコロナ禍による中止を除く）。
オーケストラと社会をつなげ、価値や豊かさを生み出すための活動を「音楽の森」として実施。地域コミュニティー、学校や病院とのコンサートを多数開催し、東日本大震災の被災自治体である南相馬市などを訪れ、音楽を通じた被災地支援を200回以上行っている。
2018年6月には、日越外交関係樹立45周年記念事業の一環として、弦楽四重奏がベトナムのダナン、ホイアンの両市で公演。公式演奏会、子ども体験コンサート、癌病院慰問、ユネスコ世界遺産・日本橋前などでコンサートを行った。

## 日フィル争議
日本フィルは1956年に文化放送が設立した後、財団法人となりフジテレビと文化放送の放送料により運営されてきたが、1972年6月に両社はオーケストラの解散と楽団員全員の解雇を通告して放送料支払いを打ち切り財団も解散した。表向きの解散理由としてオーケストラ運営に多額の資金が必要なことが示されたが、1971年5月に日本フィルハーモニー交響楽団労働組合が結成され、同年12月に同労組が日本音楽史上初の全面ストライキを実行したことが遠因とされる。
楽団員のおよそ3分の2はオーケストラと労働組合にとどまり、自主的な演奏活動で運営資金を確保しつつ、解雇不当により東京地方裁判所へ提訴して解決を求めた。一方、当時の首席指揮者小澤征爾を中心とする元団員により新日本フィルハーモニー交響楽団が設立される。
初代常任指揮者の渡邉暁雄は1969年にスイスへ移住する際に日本フィルを離れたが、争議中の1978年に復帰して以後もオーケストラの精神的支柱として活動した。演奏活動が全国的に展開されて音楽家や音楽愛好家・聴衆らの広範な支援を受けながら争議され、1984年3月16日、「フジテレビ・文化放送両社は労組側に2億3000万円の解決金を支払う」、「日本フィル労組はフジテレビ構内の書記局を明け渡す」ことなどで和解が成立した。争議解決の1984年4月、渡邉暁雄は日本フィルから「創立指揮者」の称号を贈られた。

### 争議の影響
音楽家の権利意識の向上につながり、争議の過程で1983年、全国的職能組織の日本音楽家ユニオンが結成される。
全容は外山雄三・中村敬三『オーケストラは市民とともに―日本フィル物語』(岩波書店)に詳しい。今崎暁巳が『友よ！未来をうたえ/日本フィルハーモニー物語』（「正」1975年、「続」1977年）を著し、これを原作とする映画『日本フィルハーモニー物語　炎の第五楽章』（1981年日活、監督・脚本：神山征二郎、音楽：林光、指揮：渡邉暁雄、演奏：日本フィルハーモニー交響楽団、出演：風間杜夫、田中裕子ほか）も制作された。

## 関連書籍
- 日本フィルハーモニー協会編著『日本フィル物語』音楽之友社、1985年
- 外山雄三、中村敬三『オーケストラは市民とともに―日本フィル物語』岩波書店、1991年 (ISBN 4-000-03173-2)